# Tomanovské sedlo
Tomanovské sedlo (polsky Tomanowa przelecz) je široké travnaté sedlo v nadmořské výšce 1686 m na slovensko-polské státní hranici v Západních Tatrách. Tvoří hranici mezi dvěma geomorfologickými okrsky, na jihu a jihozápadě leží Liptovské Tatry a na severu a na severovýchodě ležíi Červené vrchy. Je závěrem slovenského údolí Tomanovská dolina a polského údolí Tomanowa dolina. Odděluje od sebe na jihu ležící vrchol Poľská Tomanová (1977 m n. m., Liptovské Tatry) a na severu skalisko Stoly (1947 m n. m., Červené vrchy).
Na slovenské straně Tomanovského sedla byla nalezena v Karpatech vzácně rostoucí rostlina, jestřábník slezský.

## Lavinové žleby
Z Tomanovského sedla nespadá na polskou stranu žádný lavinový žleb do části Kamienisteho Żlebu. Na slovenskou stranu však jeden spadá, do míst nyní již bývalého turistického chodníku.

## Výhledy
Ze sedla jsou pěkné výhledy do Tomanovské doliny, na Polskou Tomanovou a do polské Tomanowé doliny.

## Turistický přístup
V minulosti byl ze Slovenské strany přístup po  značce z Tiché doliny, trvání 1:30 hodiny. Tento chodník však byl zrušen z důvodů ochrany přírody. Červeně trasa vedoucí z Polské strany od chaty Haly Ornak, údolím Tomanowa dolina, Kamienistým Żlebem k průsmyku byla uzavřena správou Tatranského národního parku v květnu 2009, a tak se nyní dá dostat do sedla jen nelegálně neznačenými chodníky z obou zemí.